# St Alkmunds kyrka i Derby
St Alkmunds kyrka i Derby var en anglikansk kyrka i Derby, Storbritannien. Kyrkan revs 1967 för att ge plats för den inre ringvägen. På samma plats hade det stått flera kyrkor. Den första var den första kyrkan i Derby som byggdes år 820.
I närheten finns också en helig källa. Enligt den medeltida traditionen runt kyrkan var källan dekorerad på skyddhelgonens årsdag (well dressing).  Dekoreringen fortsatte igen från 1870-talet fram till rivningen av kyrkan på 1960-talet.

## Gamla kyrkan
Den första kyrkan byggdes på 800-talet och blev tillägnad Derbys skyddshelgon Alkmund. Alkmund begravdes först i Lillehall i Shropshire, men när man var rädda för att danskarna kunde erövra Shropshire, hämtades resterna av Alkmund till Derby, och begravdes vid kyrkan som bar hans namn. 1140 rapporterades underverk nära i graven. När nyheterna om dessa mirakel inträffade vid Alkmund grav spred,  kyrkan blev en plat för pilgrimsfärder, där pilgrimer strömmade över hela landet alltid upp till reformationen. Kyrkan ligger i närheten av bron som kommer från söder, och vägen norrut går nära kyrkan. Det  gjorde det lätt för pilgrimer att nå den.
På Alkmunds gravplats stod för länge en kyrka i 1300-talets stil. Den hade ett fyrkantigt torn, utöver centrala korridoren i norr samt söderkorridorer. Över dessa fanns läktare, och över den västra väggen fanns orgelläktaren. Kyrkan var dekorerad med skulpturer och ornament. Det hörde till klostret i Derby, men under reformationen förde Henrik VIII över den till staten. Hans dotter, Mary, Queen of Derby skänkte i sin tur kyrkan till St Alkmunds församling i Derby.

## Viktorianiska kyrkan 1845-1957
Den viktorianiska kyrkan byggdes 1845 enligt ritningarna av arkitekt Henry Isaac Stevens.
År 1963 meddelade Derby kommunfullmäktige en plan för att förbättra trafiken i centrum. Det innehöll en inre ringväg, vilket skulle ha gått nära kyrkans vägg.
Trots motstånd från de boende beslöts att genomföra planen, kyrkan revs och marken exproprierades. I samband med rivningsarbeten 1968 hittades en sarkofag, som anses vara skyddshelgonet Alkmunds grav. Flera andra föremål hittades, och de finns nu i Derby Museum and Art Gallery.
Där kyrkan stod tidigare finns nu St Alkmund’s Way, och i en tunnel under vägen finns en minnesmärke.
På tecknet står det: On this site stood Saint Alkmund's Church. Foundations of successive buildings dating from the eight century A.D: were discovered when the church was demolished in 1968.

## Den moderna kyrkan
Församlingen St Alkmund fick en ny kyrka på 1970-talet på Kedleston Road. 
Dess väggar har stora glasmålningar.

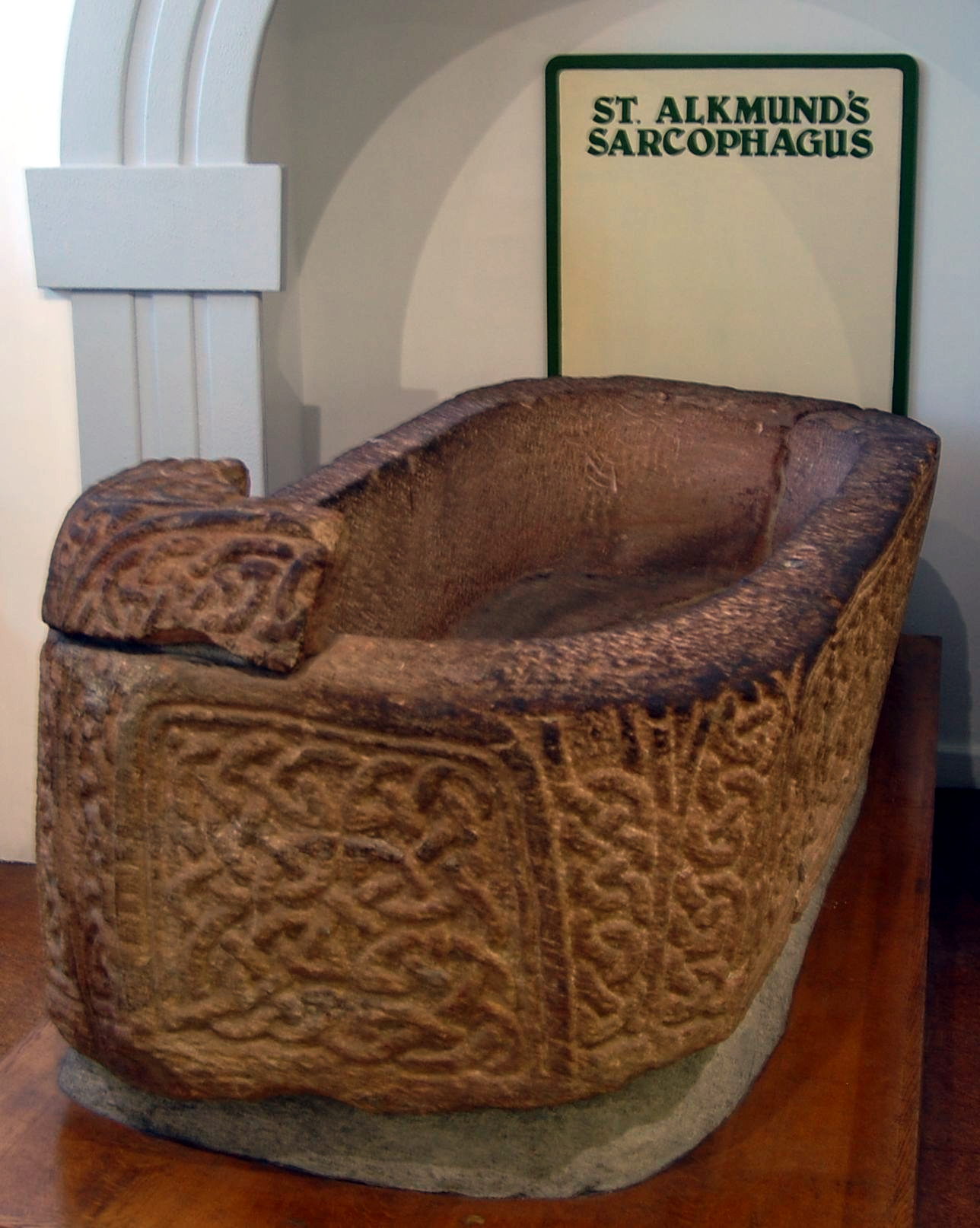
St Alkmunds sarkofag, i Derby Museum and Art Gallery.